# Lancia Dialfa-18/24hp
El Lancia Dialfa 18/24 HP fue el segundo modelo construido por Lancia, producido en 1908. El coche se fabricó con un motor de seis cilindros en línea de 3815 cc de cilindrada, derivado del primer modelo de la marca, el Lancia Alfa, con una ubicación delantero transversal y acompañado de una transmisión Manual de 4 velocidades. El motor alcanzaba una potencia máxima de 40 caballos de fuerza y podía alcanzar una velocidad máxima de 110 kilómetros por hora (68 mph). Del coche fueron construidos solo 23 ejemplares, todos en 1908.